# Gouvernement Kalvītis II
 (septembre 2023).
Si vous disposez d'ouvrages ou d'articles de référence ou si vous connaissez des sites web de qualité traitant du thème abordé ici, merci de compléter l'article en donnant les références utiles à sa vérifiabilité et en les liant à la section « Notes et références ».
République de Lettonie
Kalvītis I Godmanis II
Le gouvernement Kalvītis II (Kalvīša 2. Ministru kabinets, en letton) est le gouvernement de la République de Lettonie entre le 7 novembre 2006 et le 20 décembre 2007, durant la neuvième législature de la Diète.

## Coalition et historique
Dirigé par le Premier ministre conservateur sortant Aigars Kalvītis, il est soutenu par une coalition entre le Parti populaire (TP), l'Union des verts et des paysans (ZZS), le Premier Parti de Lettonie/Voie lettonne (LPP/LC) et Pour la patrie et la liberté (TB/LNNK), qui disposent ensemble de 59 députés sur 100 à la Diète.
Il a été formé à la suite des élections législatives du 7 octobre 2006 et succède au gouvernement Kalvītis I, formé du TP, de la ZZS et du Premier Parti de Lettonie (LPP). C'est alors la première fois qu'un Premier ministre se succède à lui-même. Après l'annonce, par le chef de gouvernement, de la destitution du directeur du bureau anti-corruption (KNAB), d'importantes manifestations amènent à sa démission. Il est remplacé par Ivars Godmanis, qui forme alors le gouvernement Godmanis II. 

## Composition

### Initiale
| Fonction                                                                           | Titulaire | Titulaire                                                                                               | Parti   |
| ---------------------------------------------------------------------------------- | --------- | --- | ------- |
| Premier ministre                                                                   |           | Aigars Kalvītis                                                                                         | TP      |
| Ministre de la Défense                                                             |           | Atis Slakteris                                                                                          | TP      |
| Ministre des Affaires étrangères                                                   |           | Artis Pabriks (jusqu'au 28/10/2007) Intérim de Helena Demakova                                          | TP      |
| Ministre de l'Enfance et de la Famille                                             |           | Ainars Baštiks                                                                                          | LPP/LC  |
| Ministre des Affaires économiques                                                  |           | Jurijs Strods (jusqu'au 17/09/2007)                                                                     | TB/LNNK |
| Ministre des Affaires économiques                                                  |           | Intérim de Aigars Kalvītis (jusqu'au 22/10/2007)                                                        | TP      |
| Ministre des Affaires économiques                                                  |           | Intérim de Gaidis Bērziņš                                                                               | TB/LNNK |
| Ministre des Finances                                                              |           | Oskars Spurdziņš                                                                                        | TP      |
| Ministre de l'Intérieur                                                            |           | Ivars Godmanis                                                                                          | LPP/LC  |
| Ministre de l'Éducation et de la Science                                           |           | Baiba Rivža                                                                                             | ZZS     |
| Ministre de la Culture                                                             |           | Helena Demakova                                                                                         | TP      |
| Ministre du Bien-être social                                                       |           | Dagnija Staķe (jusqu'au 31/10/2007)                                                                     | ZZS     |
| Ministre du Développement régional et des Affaires locales                         |           | Aigars Štokenbergs (jusqu'au 19/10/2007) Intérim de Oskars Spurdziņš                                    | TP      |
| Ministre des Transports                                                            |           | Ainārs Šlesers                                                                                          | LPP/LC  |
| Ministre de la Justice                                                             |           | Gaidis Bērziņš                                                                                          | TB/LNNK |
| Ministre de la Santé                                                               |           | Gundars Bērziņš (jusqu'au 17/01/2007) Intérim de Aigars Kalvītis Vinets Veldre (à partir du 25/01/2007) | TP      |
| Ministre de l'Environnement                                                        |           | Raimonds Vējonis                                                                                        | ZZS     |
| Ministre de l'Agriculture                                                          |           | Mārtiņš Roze                                                                                            | ZZS     |
| Ministre sans portefeuille Chargé de la Société de l'information                   |           | Ina Gudele                                                                                              | Sans    |
| Ministre sans portefeuille Chargé de l'Intégration de la société                   |           | Oskars Kastēns                                                                                          | LPP/LC  |
| Ministre sans portefeuille Chargé de l'Utilisation des fonds de l'Union européenne |           | Normunds Broks                                                                                          | TB/LNNK |

### Remaniement du 8 novembre 2007
- Les nouveaux ministres sont indiqués en gras, ceux ayant changé d'attributions en italique.

| Fonction                                                                           | Titulaire | Titulaire        | Parti   |
| ---------------------------------------------------------------------------------- | --------- | ---------------- | ------- |
| Premier ministre                                                                   |           | Aigars Kalvītis  | TP      |
| Ministre de la Défense                                                             |           | Atis Slakteris   | TP      |
| Ministre des Affaires étrangères                                                   |           | Māris Riekstiņš  | TP      |
| Ministre de l'Enfance et de la Famille                                             |           | Ainars Baštiks   | LPP/LC  |
| Ministre des Finances                                                              |           | Oskars Spurdziņš | TP      |
| Ministre de l'Intérieur                                                            |           | Ivars Godmanis   | LPP/LC  |
| Ministre de l'Éducation et de la Science                                           |           | Baiba Rivža      | ZZS     |
| Ministre de la Culture                                                             |           | Helena Demakova  | TP      |
| Ministre du Bien-être social                                                       |           | Iveta Purne      | ZZS     |
| Ministre du Développement régional et des Affaires locales                         |           | Edgars Zalāns    | TP      |
| Ministre des Transports                                                            |           | Ainārs Šlesers   | LPP/LC  |
| Ministre de la Justice Ministre des Affaires économiques (intérim)                 |           | Gaidis Bērziņš   | TB/LNNK |
| Ministre de la Santé                                                               |           | Vinets Veldre    | TP      |
| Ministre de l'Environnement                                                        |           | Raimonds Vējonis | ZZS     |
| Ministre de l'Agriculture                                                          |           | Mārtiņš Roze     | ZZS     |
| Ministre sans portefeuille Chargé de la Société de l'information                   |           | Ina Gudele       | Sans    |
| Ministre sans portefeuille Chargé de l'Intégration de la société                   |           | Oskars Kastēns   | LPP/LC  |
| Ministre sans portefeuille Chargé de l'Utilisation des fonds de l'Union européenne |           | Normunds Broks   | TB/LNNK |